# Haines City
Haines City es una ciudad ubicada en el condado de Polk en el estado estadounidense de Florida. En el Censo de 2010 tenía una población de 20.535 habitantes y una densidad poblacional de 402,34 personas por km².

## Geografía
Haines City se encuentra ubicada en las coordenadas 28°6′35″N 81°36′57″O / 28.10972, -81.61583. Según la Oficina del Censo de los Estados Unidos, Haines City tiene una superficie total de 51.04 km², de la cual 47.62 km² corresponden a tierra firme y (6.69%) 3.42 km² es agua.

## Demografía
Según el censo de 2010, había 20.535 personas residiendo en Haines City. La densidad de población era de 402,34 hab./km². De los 20.535 habitantes, Haines City estaba compuesto por el 53.42% blancos, el 27.48% eran afroamericanos, el 0.53% eran amerindios, el 1.43% eran asiáticos, el 0.02% eran isleños del Pacífico, el 14.45% eran de otras razas y el 2.68% pertenecían a dos o más razas. Del total de la población el 38.86% eran hispanos o latinos de cualquier raza.